# Karol Dobiaš
Karol Dobiaš (n. 18 decembrie 1947, Handlová, Trenčiansky kraj, Slovacia) este un fost fotbalist și antrenor slovac. În timpul carierei sale, el a fost un jucător polivalent, jucând ca fundaș sau mijlocaș.

## Cariera de jucător
El s-a născut în Handlová. Cariera sa a început în Banik Handlová. În 1965 s-a mutat la Spartak Trnava, unde a obținut cel mai mare succes ca jucător. Cu Spartak a devenit de cinci ori campion al Cehoslovaciei și a câștigat trei cupe naționale. În 1970 și 1971, a fost numit Fotbalistul Cehoslovac al Anului. În 1977 s-a transferat la Bohemians Praga. În timpul carierei sale a jucat de 345 de meciuri în campionatul cehoslovac și a marcat 20 de goluri. În 1980, i s-a permis transferul în străinătate și a ajuns la KSC Lokeren în Belgia. El și-a încheiat cariera în 1984, la Racing Gand.
El a adunat 67 de selecții pentru Cehoslovacia, marcând 6 goluri. Dobias a participat la Campionatul Mondial de Fotbal 1970 și a făcut parte din lotul echipei care a câștigat Campionatul European de Fotbal din 1976. În finală Dobiaš a marcat un gol în victoria Cehoslovaciei cu 2-0 împotriva Germania de Vest.

## Cariera ca antrenor
Și-a început cariera de antrenor la echipa de tineret a Bohemians Praga. În sezonul 1993-1994 a antrenat-o pe Sparta Praga și a câștigat liga cehă. Totuși el a fost concediat după doar două jocuri din sezonul următor. În 1995/1996 a antrenat mica echipă pragheză SK Sparta Krč. După aceea el a lucrat pentru mai mulți ani ca scouter pentru Sparta Praga. 